# Resolutie 2177 Veiligheidsraad Verenigde Naties
Resolutie 2177 van de Veiligheidsraad van de Verenigde Naties werd op 18 september 2014 met unanimiteit goedgekeurd door de VN-Veiligheidsraad. Het was de eerste VN-resolutie die werd aangenomen naar aanleiding van een epidemie. De resolutie vroeg medische en logistieke hulp aan de lidstaten en drong erop aan dat de landen in West-Afrika hun grenzen met de door de ebola-uitbraak getroffen landen zouden heropenen.

## Achtergrond
In de zomer van 2014 brak in enkele West-Afrikaanse landen een ebola-epidemie uit, die eind september al enkele duizenden slachtoffers had gemaakt en het openbare leven in de getroffen landen lamlegde. Liberia, Sierra Leone en Guinee werden het hardst getroffen. Verschillende westerse landen stuurden hulp en secretaris-generaal Ban Ki-moon had de hulpmissie UNMEER gestart om het virus te stoppen.

## Inhoud
Door de ebolacrisis zou de vooruitgang die de voorbije jaren was bereikt in landen als Liberia en Sierra Leone – die een burgeroorlog achter de rug hadden – weer ongedaan kunnen maken. Hun stabiliteit kwam in gevaar en de uitbraak kon tot verdere onrust en sociale spanningen leiden. Er was ook bezorgdheid over de impact van reis- en handelsbeperkingen die landen in de regio hadden opgelegd op onder meer de voedselveiligheid, en er werd gevraagd dat ze zouden worden opgeheven. Er was nood aan een gecoördineerde internationale aanpak. De secretaris-generaal had David Nabarro aangesteld als VN-coördinator.
Liberia, Sierra Leone en Guinee werden gevraagd sneller een nationaal mechanisme op te zetten voor de diagnose en isolatie van mogelijk besmetten, publieke informatiecampagnes op te zetten en de internationale steun te coördineren, alsook de sociaal-economische en humanitaire gevolgen aan te pakken.
De lidstaten werden dringend opgeroepen medische en logistieke hulp te bieden.

## Verwante resoluties
- Resolutie 2176 Veiligheidsraad Verenigde Naties
- Resolutie 2439 Veiligheidsraad Verenigde Naties (2018)

Lijst ·  2133 ·  2134 ·  2135 ·  2136 ·  2137 ·  2138 ·  2139 ·  2140 ·  2141 ·  2142 ·  2143 ·  2144 ·  2145 ·  2146 ·  2147 ·  2148 ·  2149 ·  2150 ·  2151 ·  2152 ·  2153 ·  2154 ·  2155 ·  2156 ·  2157 ·  2158 ·  2159 ·  2160 ·  2161 ·  2162 ·  2163 ·  2164 ·  2165 ·  2166 ·  2167 ·  2168 ·  2169 ·  2170 ·  2171 ·  2172 ·  2173 ·  2174 ·  2175 ·  2176 ·  2177 ·  2178 ·  2179 ·  2180 ·  2181 ·  2182 ·  2183 ·  2184 ·  2185 ·  2186 ·  2187 ·  2188 ·  2189 ·  2190 ·  2191 ·  2192 ·  2193 ·  2194 ·  2195